# عمار البناي
عمار أحمد غلوم البناي (مواليد 1973) سياسي وإعلامي ورجل أعمال بحريني من أصول إيرانية. عضو في مجلس النواب من 12 ديسمبر 2018 عن الدائرة الرابعة في محافظة العاصمة.

## التعليم
حاصل على دبلوم إعلام.

## المسيرة المهنية
بدأ مسيرته المهنية بالعمل معد ومقدم برامج تلفزيونية في وزارة الإعلام. اتجه لاحقا إلى العمل في مجال التجارة.
تولى عضوية مجلس إدارة جمعية الصحفيين البحرينية وعضوية مجلس الأعمال البحريني العماني المشترك وعضوية الاتحاد البحريني للرياضة للجميع.

## مجلس النواب
قرر دخول المعترك السياسي في عام 2014 من خلال الترشح لعضوية مجلس النواب عن الدائرة الانتخابية الرابعة في محافظة العاصمة. خسر في الجولة الأولى باحتلاله المركز السادس والأخير بحصوله على 649 صوت بنسبة 15.59%
جدد ترشحه مرة أخرى في عام 2018 في نفس الدائرة وأقيمت الجولة الأولى في 24 نوفمبر 2018 حيث حصل على 2068 صوت بنسبة 48.05% مما استوجب إقامة جولة ثانية في 1 ديسمبر حيث استطاعت التغلب على منافسه عبد الرحمن بو مجيد النائب عن الدائرة من عام 2006 بحصوله على 2490 صوت بنسبة 66.31%.